# Voltinia dramba
Voltinia dramba is een uitgestorven vlindersoort uit de familie van de prachtvlinders (Riodinidae), onderfamilie Riodininae. De soort is alleen bekend van vijf vrouwtjes die zijn aangetroffen ingesloten in barnsteen uit de Dominicaanse Republiek. De geschatte leeftijd is 15 tot 25 miljoen jaar (Mioceen - Oligoceen). Het is de eerste vlindersoort die volledig taxonomisch beschreven is vanuit fossielen en de eerste vondst van een fossiele volwassen vlinder uit de familie van de prachtvlinders (Riodinidae).